# Cárcel de Miraflores
El Centro de Orientación Femenina de Miraflores , conocido también como Cárcel de Mujeres de Miraflores o Penal de Miraflores, es un centro penitenciario de Bolivia ubicado en la ciudad de La Paz que alberga exclusivamente a reclusas.

## Historia
En los predios donde se encuentran actualmente las instalaciones del centro de reclusión, antiguamente funcionaba una clínica que pertenecía a la Corporación Minera de Bolivia (COMIBOL). Pero debido al terrible hacinamiento en la Cárcel de Mujeres de Obrajes en la década de 1990, es que durante el primer gobierno del presidente Gonzalo Sánchez de Lozada, se decide construir un nuevo centro penitenciario de mujeres en el Barrio de Miraflores en pleno centro de la ciudad de La Paz.
La cárcel de Miraflores fue oficialmente inaugurada el 6 de febrero de 1997 durante el gobierno de Sánchez de Lozada, con el traslado de 20 reclusas del centro penal de Obrajes a Miraflores, entre ellas se encontraban 5 reclusas que habían pertenecido  al Movimiento Revolucionario Tupac Amaru (MRTA), al Ejército Guerrillero Tupac Katari (EGTK) y a la Comisión Néstor Paz Zamora (CNPZ) yque cumplían condena por sus delitos.